# Église Saint-Philippe-et-Saint-Jacques de Châtillon
Pour les articles homonymes, voir Église Saint-Philippe.
L'église Saint-Philippe-et-Saint-Jacques est, avec l'église Notre-Dame-du-Calvaire, l'une des deux églises de la commune de Châtillon, dans les Hauts-de-Seine, en France.
Cette église située rue de Bagneux fait l'objet d'une inscription au titre des monuments historiques depuis le 19 octobre 1928.

## Historique
L'église Saint-Philippe-et-Saint-Jacques de Châtillon est située au centre de l'ancien village à l'emplacement de l'ancienne chapelle  consacré à saint Eutrope. Elle remonte au XIIIe siècle et au début du XVe siècle, ainsi qu'au XVIe siècle. Les travaux de construction sont achevés vers 1530 et sa dédicace est réalisée le 17 juillet 1541 par Charles Boucher, évêque in-partibus de Mégare, abbé de l'abbaye Saint-Magloire de Paris qui officie à la place de monseigneur Eustache du Bellay, évêque de Paris. C'est la première église et le plus ancien édifice de Châtillon.
Elle subit au cours des siècles des restaurations et des modifications dont les principales sont le bas-côté droit restauré en 1610, des réparations ponctuelles de l'édifice en 1731, 1740, 1819, 1828 à 1832, les contreforts refaits à neuf, l'achat d'une nouvelle cloche, le rehaussement des contreforts, l'agrandissement des ouvertures, la mise en place de gargouilles, la reconstruction du clocher sur le côté sud, la suppression du décor de lambris du chœur. De 1843 à 1846 sont entrepris par l'architecte Claude Naissant (1801-1879) et l'entrepreneur E. Boncorps de Fontenay-aux-Roses l'agrandissement du côté est et la construction d'un nouveau clocher-porche de style Renaissance au sud-ouest à la place du clocher d'origine au nord-ouest, en partie détruit lors de la guerre et de la Commune en 1870-1871. L'ancien chevet est démoli, la nef est augmentée d'une travée. En 1866, Naissant construit un nouveau presbytère et une nouvelle sacristie. Les voûtes sont restaurées à la fin du XIXe siècle.

## Description
L'entrée principale, perpendiculaire à la nef, donne sur un porche de forme trapézoïdale. Le portail se situe sous le clocher. C'est un bâtiment à un plan allongé, comprenant trois vaisseaux et une abside circulaire dont l'intérieur est voûté d'ogives dont la basse retombée s'effectue sur d’épaisses colonnes. Son toit est à longs pans, recouvert en ardoise.
La tour-clocher repose sur la première travée de la façade latérale épaulée par huit contreforts. Deux cloches  sont offertes par Colbert, bénies en 1681 et fondues à la Révolution. Le clocher actuel possède une cloche baptisée "Madeleine" de 1832, provenant de l'ancien clocher détruit en 1870. La réfection des toitures est effectuée par L. Mériot architecte de la fabrique, et le clocher est restauré en 1904.
L'église est ouverte du lundi au vendredi de 9h30 à 12h et de 14h30 à 17h ; le samedi de 9h30 à 12h.

## Orgue
La tribune d'orgue est installée en 1902.

## Curés
- 1534 : Jacques Bardelin. En vertu d'un accord passé en 1534 entre Jacques Bardelin, curé de Châtillon et Marguerite de Gouge, abbesse de l'abbaye du Val-de-Gif, les religieuses lui abandonnent les dîmes de Châtillon contre une rente annuelle de 12 livres. Approuvé par Jean du Bellay, évêque de Paris le 5 septembre 1534, selon l'abbé Lebeuf[2].
- 1783 : Charles Allix, vicaire[3].
- 1807 : Devalois, curé à cette date[4].
- 2008 : Hervé Rabel (d), curé de Châtillon jusqu'à cette date[5]
- 2008-2017 : Antoine Vairon (d)
- depuis 2017 : Nicolas Rosset (d)[6]

Vues de l'église Saint-Philippe-et-Saint-Jacques
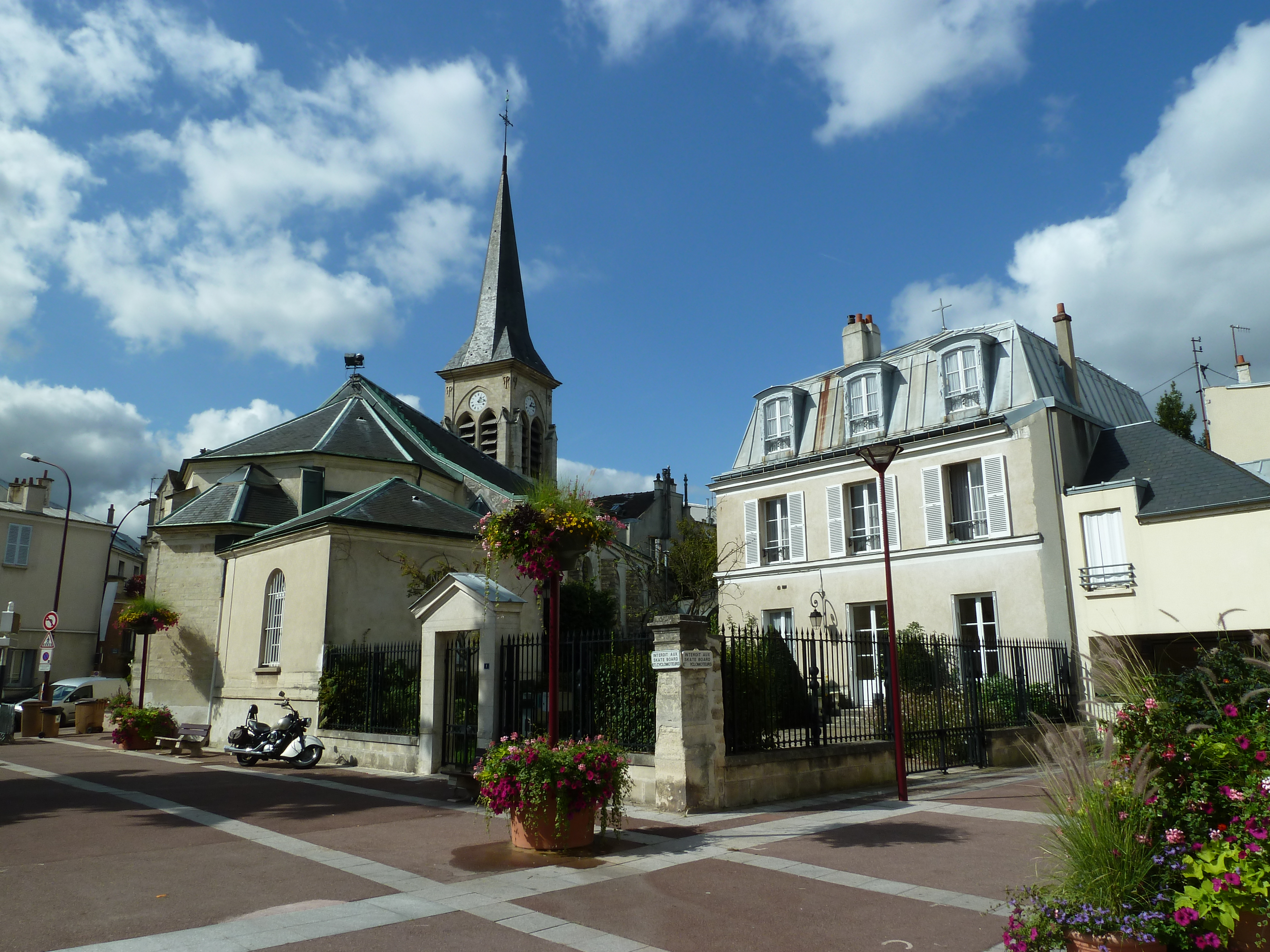
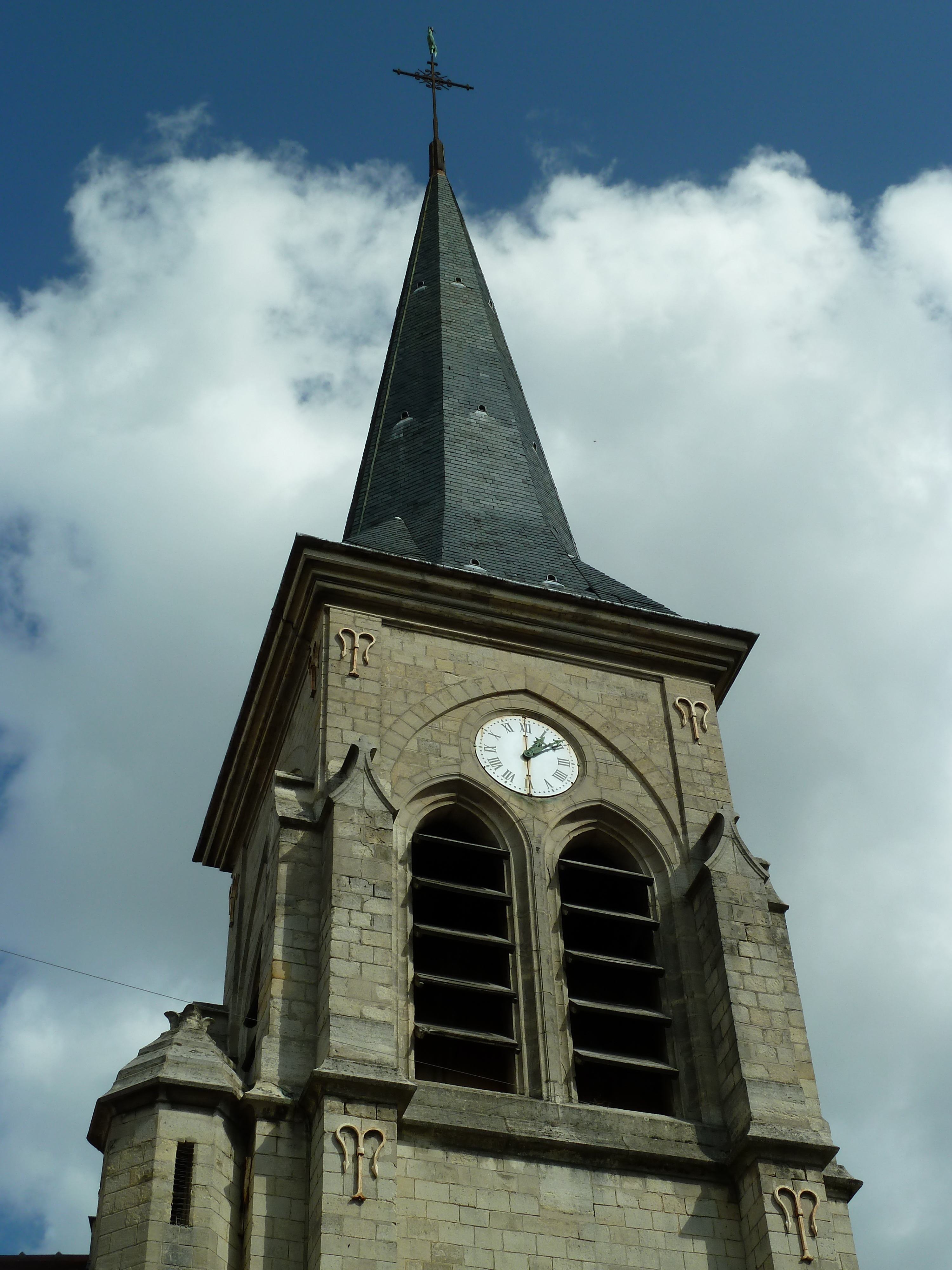
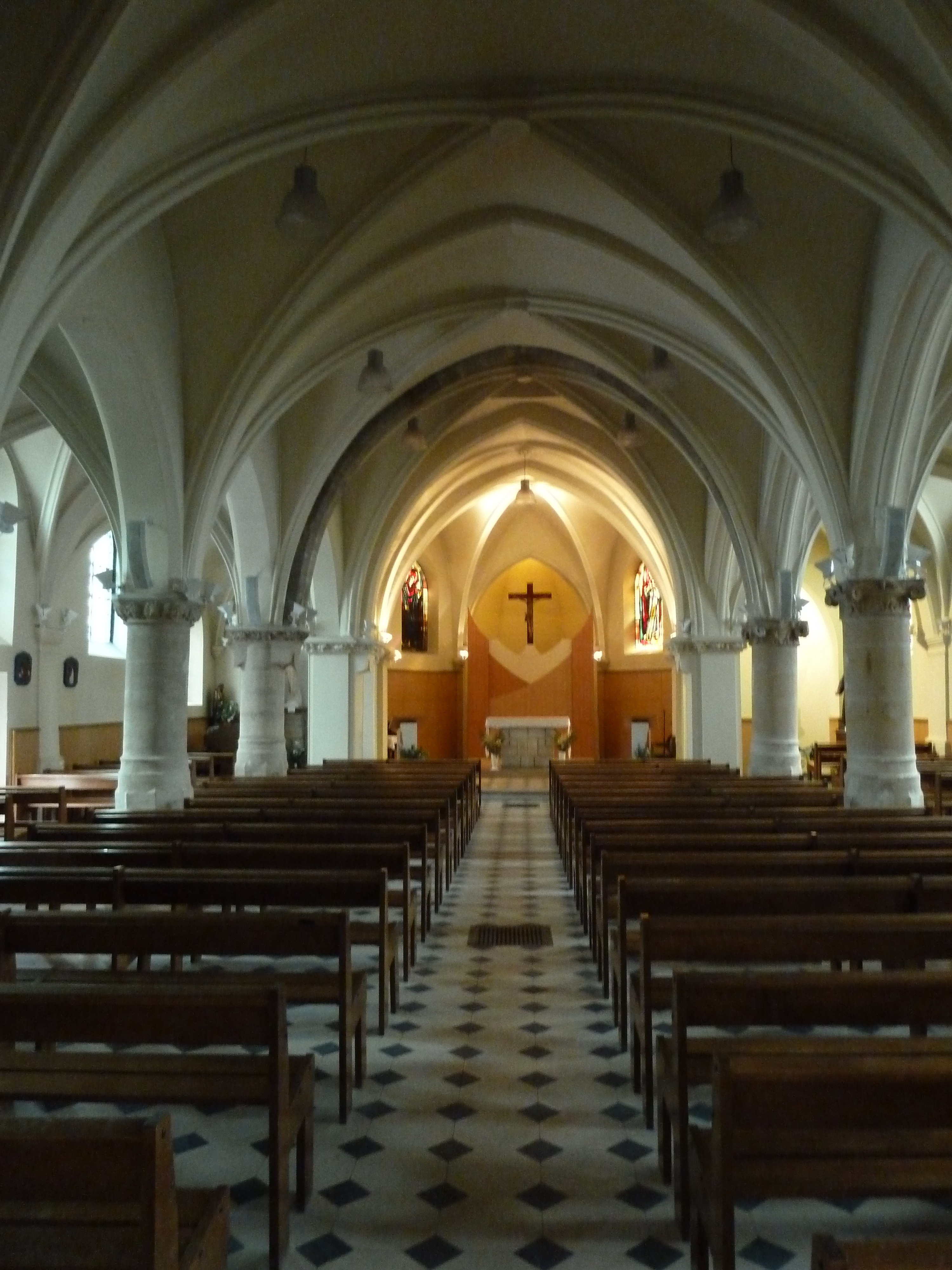
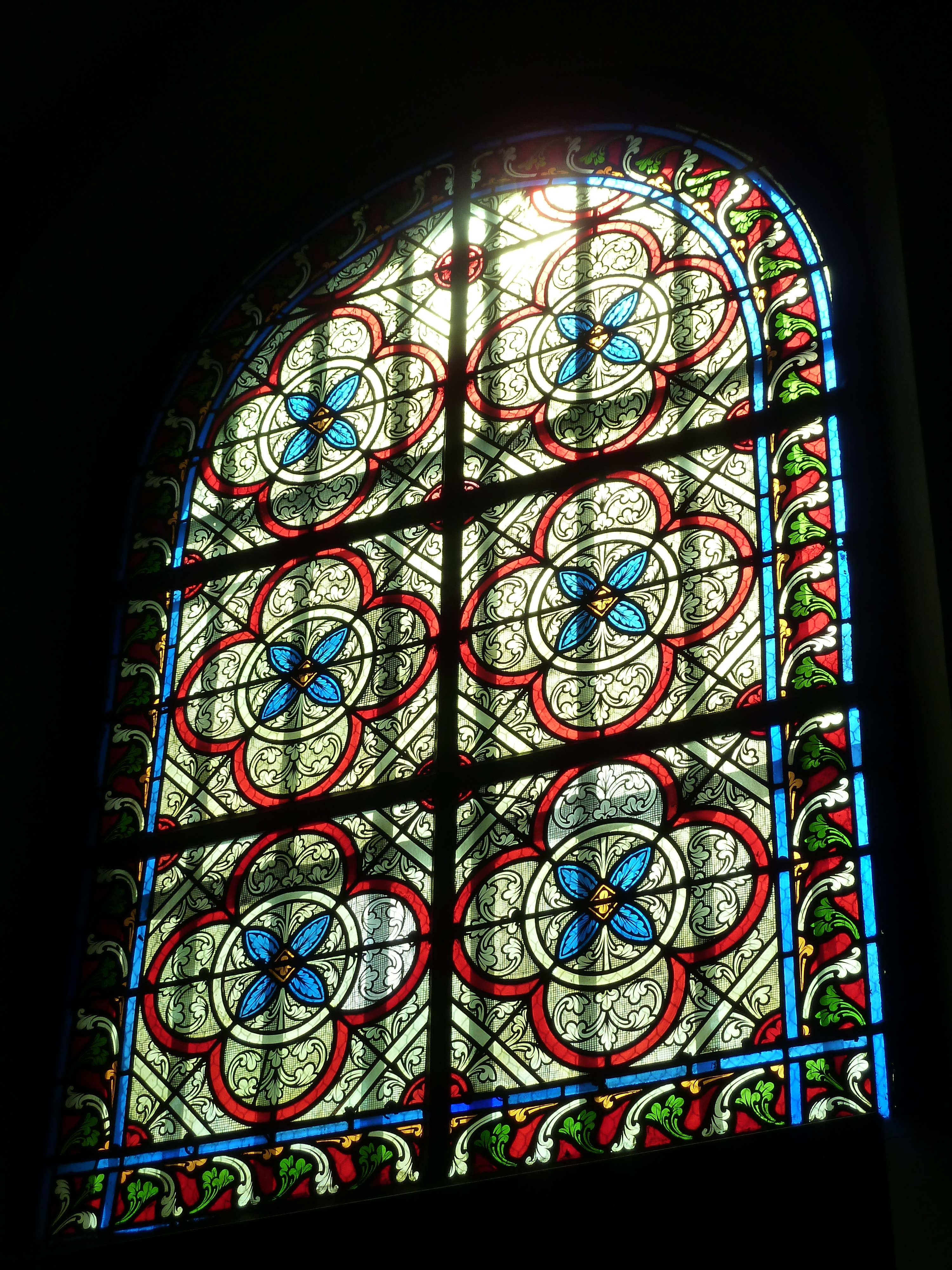